# Тутаул
Тутау́л — посёлок в Тындинском районе Амурской области России. Образует сельское поселение Тутаульский сельсовет.
Посёлок Тутаул, как и Тындинский район, приравнен к районам Крайнего Севера.

## География
Расположен в 230 км к востоку от районного центра, города Тында, на Байкало-Амурской магистрали, в долине реки Тутаул (бассейн Зеи).
В восточном направлении от пос. Тутаул идёт дорога к пос. Хвойный Зейского района.

## Инфраструктура
- Станция Тутаул; с 1997 года восточный участок БАМа относится к Дальневосточной железной дороге.

## Население
| 2002 | 2010 | 2012 | 2013 | 2014 | 2015 | 2016 |
| ---- | ---- | ---- | ---- | ---- | ---- | ---- |
| 361  | ↗453 | ↘436 | ↘435 | ↘427 | ↘414 | ↘403 |
| 2017 | 2018 |      |      |      |      |      |
| ↗405 | ↘396 |      |      |      |      |      |